# Mike Lerner
Mike Lerner é um cineasta norte-americano. Como reconhecimento, foi nomeado ao Oscar 2012 na categoria de Melhor Documentário em Longa-metragem por Hell and Back Again.